# Чемпіонат світу з трекових велоперегонів 2017 — командна гонка переслідування (жінки)
Змагання в командній гонці переслідування серед жінок на Чемпіонаті світу з трекових велоперегонів 2017 відбулись 12 і 13 квітня.

## Результати

### Кваліфікація
8 найшвидших команд виходять у перший раунд. Із них чотири перших місця далі претендують на потрапляння в золотий фінал, а ті, що посіли з 5-го по 8-ме місця - в бронзовий.
| Місце | Ім'я                                                                | Країна          | Час      | Відставання | Примітки |
| ----- | ------------------------------------------------------------------- | --------------- | -------- | ----------- | -------- |
| 1     | Келлі Кетлін Хлоя Дагерт Кімберлі Ґейст Дженіфер Валенте            | США             | 4:17.722 |             | Q        |
| 2     | Емі Кюр Ешлі Анкудінов Александра Менлі Ребекка Вайсак              | Австралія       | 4:18.659 | +0.937      | Q        |
| 3     | Стефані Рурда Джасмін Дюрінг Лора Браун Енні Форман-Маккі           | Канада          | 4:19.515 | +1.793      | Q        |
| 4     | Еліза Бальзамо Сімона Фраппорті Франческа Паттаро Сільвія Вальсеккі | Італія          | 4:19.838 | +2.116      | Q        |
| 5     | Елеанор Дікінсон Емілі Кей Менон Ллойд Емілі Нелсон                 | Велика Британія | 4:21.548 | +3.826      | q        |
| 6     | Мікаела Драммонд Ракель Шит Рашлі Б'юкенен Джеймі Нільсен           | Нова Зеландія   | 4:22.776 | +5.054      | q        |
| 7     | Еліз Дельзенн Лорі Бертон Маріон Боррас Коралі Демай                | Франція         | 4:25.788 | +8.066      | q        |
| 8     | Дарія Пікулік Наталія Рутковська Юстина Качковська Ніколь Плосай    | Польща          | 4:28.523 | +10.801     | q        |
| 9     | Ло Сяолін Чень Цяолінь Чень Сию Хуан Лі                             | КНР             | 4:32.559 | +14.837     |          |
| 10    | Лотте Копецкі Гільке Крокет Аннеліс Дом Каат Ван Дер Нойлен         | Бельгія         | 4:33.722 | +16.000     |          |
| 11    | Мінамі Увано Юя Хасімото Кісато Накамура Нао Судзукі                | Японія          | 4:34.362 | +16.640     |          |
| 12    | Гульназ Бадикова Тамара Балаболіна Марія Канцибер Лідія Малахова    | Росія           | 4:35.657 | +17.935     |          |
| 13    | Пан Яо Ян Цянью Дяо Сяо Цзюань Люн Бо Їе                            | Гонконг         | 4:35.949 | +18.227     |          |
| 14    | Татьяна Паллер Шарлотта Беккер Франциска Брауссе Гудрун Шток        | Німеччина       | 4:36.287 | +18.565     |          |

- Q = кваліфікувались; претенденти на потрапляння в золотий фінал
- q = кваліфікувались; претенденти на потрапляння в бронзовий фінал

### Перший раунд
Пари в першому раунді сформувались за такою схемою:

Заїзд 1: 6-та проти 7-ї

Заїзд 2: 5-та проти 8-ї

Заїзд 3: 2-га проти 3-ї

Заїзд 4: 1-ша проти 4-ї
Переможниці заїздів 3 і 4 потрапляють у фінал за золоту медаль.
Решта 6 команд посідають місця за часом, із них дві найшвидші виходять у фінал за бронзову медаль.
| Місце | Заїзд | Ім'я                                                                | Країна          | Час      | Примітки |
| ----- | ----- | ------------------------------------------------------------------- | --------------- | -------- | -------- |
| 1     | 4     | Келлі Кетлін Хлоя Дагерт Кімберлі Ґейст Дженіфер Валенте            | США             | 4:18.716 | QG       |
| 2     | 3     | Емі Кюр Ешлі Анкудінов Александра Менлі Ребекка Вайсак              | Австралія       | 4:20.041 | QG       |
| 3     | 4     | Еліза Бальзамо Сімона Фраппорті Татьяна Гудерцо Сільвія Вальсеккі   | Італія          | 4:19.958 | QB       |
| 4     | 1     | Мікаела Драммонд Ракель Шит Рашлі Бюкенен Джеймі Нільсен            | Нова Зеландія   | 4:20.171 | QB       |
| 5     | 2     | Елінор Баркер Елеанор Дікінсон Менон Ллойд Емілі Нелсон             | Велика Британія | 4:21.681 |          |
| 6     | 3     | Джасмін Дюрінг Лора Браун Енні Форман-Маккі Кірсті Лей              | Канада          | 4:22.446 |          |
| 7     | 1     | Еліз Дельзенн Лорі Бертон Маріон Боррас Коралі Демай                | Франція         | 4:26.434 |          |
| 8     | 2     | Дарія Пікулік Наталія Рутковська Юстина Качковська Нікола Розинська | Польща          | 4:33.237 |          |

- QG = кваліфікувались у фінал за золоту медаль
- QB = кваліфікувались у фінал за бронзову медаль

### Фінали
Остаточна класифікація визначилася в медальних фіналах.
| Місце                    | Ім'я                                                                | Країна        | Час      | Відставання | Примітки |
| ------------------------ | ------------------------------------------------------------------- | ------------- | -------- | ----------- | -------- |
| Фінал за золоту медаль   |                                                                     |               |          |             |          |
| 1                        | Келлі Кетлін Хлоя Дагерт Кімберлі Ґейст Дженіфер Валенте            | США           | 4:19.413 |             |          |
| 2                        | Емі Кюр Ешлі Анкудінов Александра Менлі Ребекка Вайсак              | Австралія     | 4:19.830 | +0.417      |          |
| Фінал за бронзову медаль |                                                                     |               |          |             |          |
| 3                        | Ракель Шит Рашлі Бюкенен Кірсті Джеймс Джеймі Нільсен               | Нова Зеландія | 4:21.778 |             |          |
| 4                        | Еліза Бальзамо Сімона Фраппорті Франческа Паттаро Сільвія Вальсеккі | Італія        | 4:26.562 | +4.784      |          |